# メタルIP電話
メタルIP電話（メタルIPでんわ）は、2024年1月1日から導入されているNTT東西のツイストペアケーブルを利用した固定電話サービスである。公衆交換電話網のNGNへの置き換えのために導入され、基礎的電気通信役務として位置づけられる。

## 概要
PSTNからの移行は、電気通信事業者の電話網設備のみの変更となるため、既存の電話機がそのまま使え、電話機に電話線から電力を供給する局給電機能についても存続する。
2025年頃にPSTNの設備は維持限界を迎えるとしてPSTNマイグレーションは行われた。NTTは次の段階として、老朽化しコスト効率が悪化するメタル設備は、2035年頃を目途に縮退せざるを得ない旨が表明。利用者や事業者等に不測の支障が生じないように留意して行う必要がある。

## PSTNマイグレーションによる契約変更
加入電話・INSネットの加入者へ複数回の書面による通知の後、解約の意思表示がない場合、付加サービスとともに「メタルIP電話（加入電話・INSネット相当）」の契約に自動移行し、マイラインは廃止された。事業者識別番号（00XY）を付加した通話サービスは継続される。
法人契約で、マイライン事業者登録の通話区分登録全てがKDDIまたはソフトバンク場合、KDDIまたはソフトバンクの法人向け通話サービスに自動移行した。

## 料金
基本的な音声サービスは、基本料をPSTNと同じとし、通話料金を全国均一とする。PSTNの通話料金の割引サービスは、手続き不要で終了した。
公衆電話は、発信側であるNTT東西が全国一律の料金を設定する。
記載されている通話料金は全て税込。
| 着信先    | 通話料金    | 備考 |
| --------- | ----------- | ---- |
| 固定電話  | 9.35円/3分  |      |
| 携帯電話  | 17.6円/1分  |      |
| 050IP電話 | 11.55円/3分 |      |

| 着信先    | 通話料金    | 備考 |
| --------- | ----------- | ---- |
| 固定電話  | 10円/56秒   |      |
| 携帯電話  | 10円/15.5秒 |      |
| 050IP電話 | 10円/18秒   |      |

## サービス
事業継続が技術的に困難、もしくは、大幅な値上げが避けられないサービスについては、加入者機器での機能代替・IP網での代替サービスを案内する。
2025年2月1日から固定電話の双方向番号ポータビリティが義務付けられるが、メタルIP電話については技術的な制約から対象外となっている。

## 技術
発着2者間でIP制御網を国際標準化されたインターフェースで直接接続し、複数事業者間での従量精算機能は簡素化する。
災害時優先電話は、輻輳発生時、「片方向セッション管理方式」で優先的に取り扱う。
緊急通報の回線保留・逆信機能は、モバイル・IP電話発信時と同様に「コールバック」と次の機能により対応する。
- 1XY通知機能
- 転送解除機能
- 着信拒否解除機能
- 第三者発着信制限機能
- 災害時優先接続機能

## PSTNマイグレーション時の悪質勧誘についての注意喚起
音声通話については、契約手続き・加入者宅内工事はなく、電話機などはそのまま使えることを広報し、悪質な勧誘が行われないよう消費者庁・電気通信事業者が連携して取り組むこととなった。